# Gijón
Gijón/Xixón este un oraș în Spania.

## Climă
| Date climatice pentru Gijón (1971–2000) | Date climatice pentru Gijón (1971–2000) | Date climatice pentru Gijón (1971–2000) | Date climatice pentru Gijón (1971–2000) | Date climatice pentru Gijón (1971–2000) | Date climatice pentru Gijón (1971–2000) | Date climatice pentru Gijón (1971–2000) | Date climatice pentru Gijón (1971–2000) | Date climatice pentru Gijón (1971–2000) | Date climatice pentru Gijón (1971–2000) | Date climatice pentru Gijón (1971–2000) | Date climatice pentru Gijón (1971–2000) | Date climatice pentru Gijón (1971–2000) | Date climatice pentru Gijón (1971–2000) |
| Luna                                    | Ian                                     | Feb                                     | Mar                                     | Apr                                     | Mai                                     | Iun                                     | Iul                                     | Aug                                     | Sep                                     | Oct                                     | Nov                                     | Dec                                     | Anual                                   |
| --------------------------------------- | --------------------------------------- | --------------------------------------- | --------------------------------------- | --------------------------------------- | --------------------------------------- | --------------------------------------- | --------------------------------------- | --------------------------------------- | --------------------------------------- | --------------------------------------- | --------------------------------------- | --------------------------------------- | --------------------------------------- |
| Maxima medie °C (°F)                    | 13.1 (55,6)                             | 13.8 (56,8)                             | 14.9 (58,8)                             | 15.6 (60,1)                             | 17.8 (64)                               | 20.2 (68,4)                             | 22.4 (72,3)                             | 23.2 (73,8)                             | 21.8 (71,2)                             | 19.0 (66,2)                             | 15.6 (60,1)                             | 14.0 (57,2)                             | 17,6 (63,7)                             |
| Media zilnică °C (°F)                   | 8.9 (48)                                | 9.6 (49,3)                              | 10.7 (51,3)                             | 11.8 (53,2)                             | 14.3 (57,7)                             | 16.9 (62,4)                             | 19.2 (66,6)                             | 19.7 (67,5)                             | 17.9 (64,2)                             | 15.0 (59)                               | 11.6 (52,9)                             | 9.9 (49,8)                              | 13,8 (56,8)                             |
| Minima medie °C (°F)                    | 4.7 (40,5)                              | 5.4 (41,7)                              | 6.6 (43,9)                              | 8.1 (46,6)                              | 10.9 (51,6)                             | 13.6 (56,5)                             | 16.0 (60,8)                             | 16.2 (61,2)                             | 14.1 (57,4)                             | 11.0 (51,8)                             | 7.6 (45,7)                              | 5.8 (42,4)                              | 10,0 (50)                               |
| Minima istorică °C (°F)                 | −4.6 (23,7)                             | −4 (24,8)                               | −2 (28,4)                               | 0.4 (32,7)                              | 3.2 (37,8)                              | 5.8 (42,4)                              | 8.6 (47,5)                              | 8.2 (46,8)                              | 5.0 (41)                                | 2.6 (36,7)                              | −1.4 (29,5)                             | −4.8 (23,4)                             | −4,8 (23,4)                             |
| Precipitații mm (inches)                | 94 (3.7)                                | 85 (3.35)                               | 74 (2.91)                               | 93 (3.66)                               | 79 (3.11)                               | 47 (1.85)                               | 45 (1.77)                               | 54 (2.13)                               | 70 (2.76)                               | 104 (4.09)                              | 120 (4.72)                              | 104 (4.09)                              | 971 (38,23)                             |
| Nr. de zile cu precipitații (≥ 1 mm)    | 12                                      | 11                                      | 10                                      | 12                                      | 11                                      | 7                                       | 6                                       | 7                                       | 8                                       | 11                                      | 12                                      | 12                                      | 121                                     |
| Ore însorite                            | 103                                     | 109                                     | 137                                     | 151                                     | 167                                     | 180                                     | 194                                     | 190                                     | 158                                     | 132                                     | 106                                     | 92                                      | 1.721                                   |
| Sursă: Agencia Estatal de Meteorología  |                                         |                                         |                                         |                                         |                                         |                                         |                                         |                                         |                                         |                                         |                                         |                                         |                                         |

## Personalități născute aici
- Melchor Gaspar de Jovellanos (1744 - 1811), scriitor, filozof;
- Ventura Álvarez Sala (1869 - 1919), pictor;
- Santiago Carillo (1915 - 2012), om politic,
- Paco Ignacio Taibo II⁠(d) (n. 1949), scriitor;
- Benito Floro (n. 1952), fotbalist, antrenor;
- Salvador Garriga Polledo (n. 1957), om politic;
- Luis Enrique (n. 1970), fotbalist, antrenor;
- Abelardo Fernández (n. 1970), fotbalist, impresar sportiv;
- José Luis Rubiera⁠(d) (n. 1973), ciclist;
- Alberto Entrerríos⁠(d) (n. 1976), handbalist;
- Raúl Entrerríos (n. 1981), handbalist;
- Jessica Alonso⁠(d) (n. 1983), handbalistă;
- Pablo Carreño Busta (n. 1991), tenismen;
- Borja López (n. 1994), fotbalist.